# Anthophorula albovittata
Anthophorula albovittata är en biart som först beskrevs av Cockerell 1918.  Anthophorula albovittata ingår i släktet Anthophorula och familjen långtungebin. Inga underarter finns listade i Catalogue of Life.